# Arti Legi
Arti Legi is een gebouw gelegen aan de Markt van de Nederlandse stad Gouda, dat huisvesting bood aan de stadstekenschool (Arti) en het kantongerecht (Legi).

## Geschiedenis
Het gebouw dateert uit 1855 en is ontworpen door de architect Willem Cornelis van Goor. Op deze plaats stond de Grote School, de voorloper van de Latijnse school. In de 15 en 16e eeuw werd hier, onder verantwoordelijkheid van het stadsbestuur, onderwijs gegeven. Desiderius Erasmus bezocht van 1473 tot 1478, vanaf zijn vierde jaar, deze school. In 1573 verhuisde de school naar de vrijgekomen gebouwen van het Cellenbroedersconvent aan de Groeneweg. Het gebouw aan de Markt kreeg daarna aanvankelijk de bestemming van artilleriemagazijn. Vanaf 1611 werd het gebouw omgevormd tot een boterhuis, waar naast boter ook hennep, kaas en manden werden verhandeld.
In 1855 werden in het nieuwe gebouw op de benedenverdieping het kantongerecht en op de bovenverdieping de stadstekenschool gevestigd. In 1874 werd ook de voorloper van het Goudse Museum, het Museum van Oudheden, in dit pand ondergebracht. Voor de tekenzaal werd een nieuw gebouw neergezet achter Arti Legi en grenzend aan het water van de Zeugstraat. In dit gebouw werd ook de stadsmuziekzaal ondergebracht. In de loop van de 20e eeuw verlieten de oorspronkelijke gebruikers het pand. Hun plek werd ingenomen door onder andere het plaatselijke VVV-kantoor, dat in 2010 verhuisde naar de Lange Tiendeweg, en een politiepost.
Het gebouw werd in 2011 gekocht door Louwrens en Gerda Dijkstra en in 2012 gerestaureerd. Het gebouw had vanaf die tijd weer een culturele functie. Zo werd er in 2014 het werk van Jan van der Kooi geëxposeerd; onder andere Prinses Beatrix bezocht deze tentoonstelling. In 2022 werd het gebouw gekocht door de gemeente Gouda. In Arti Legi komen het Kenniscentrum Bodemdaling en Campus Gouda. Door deze nieuwe bestemming, behoudt het Rijksmonument haar maatschappelijke functie.

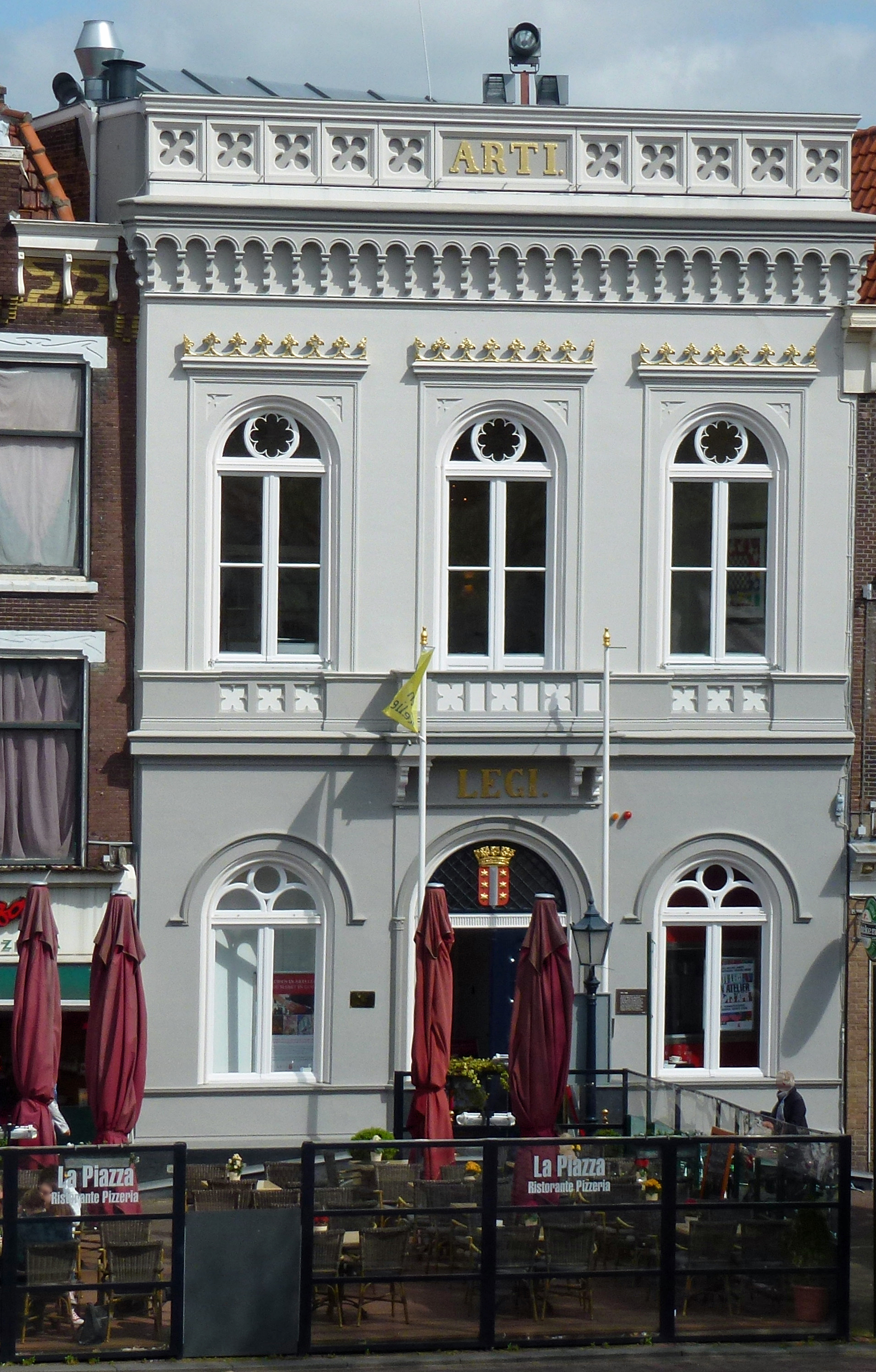
Arti Legi, voorzijde, Markt 27 in Gouda
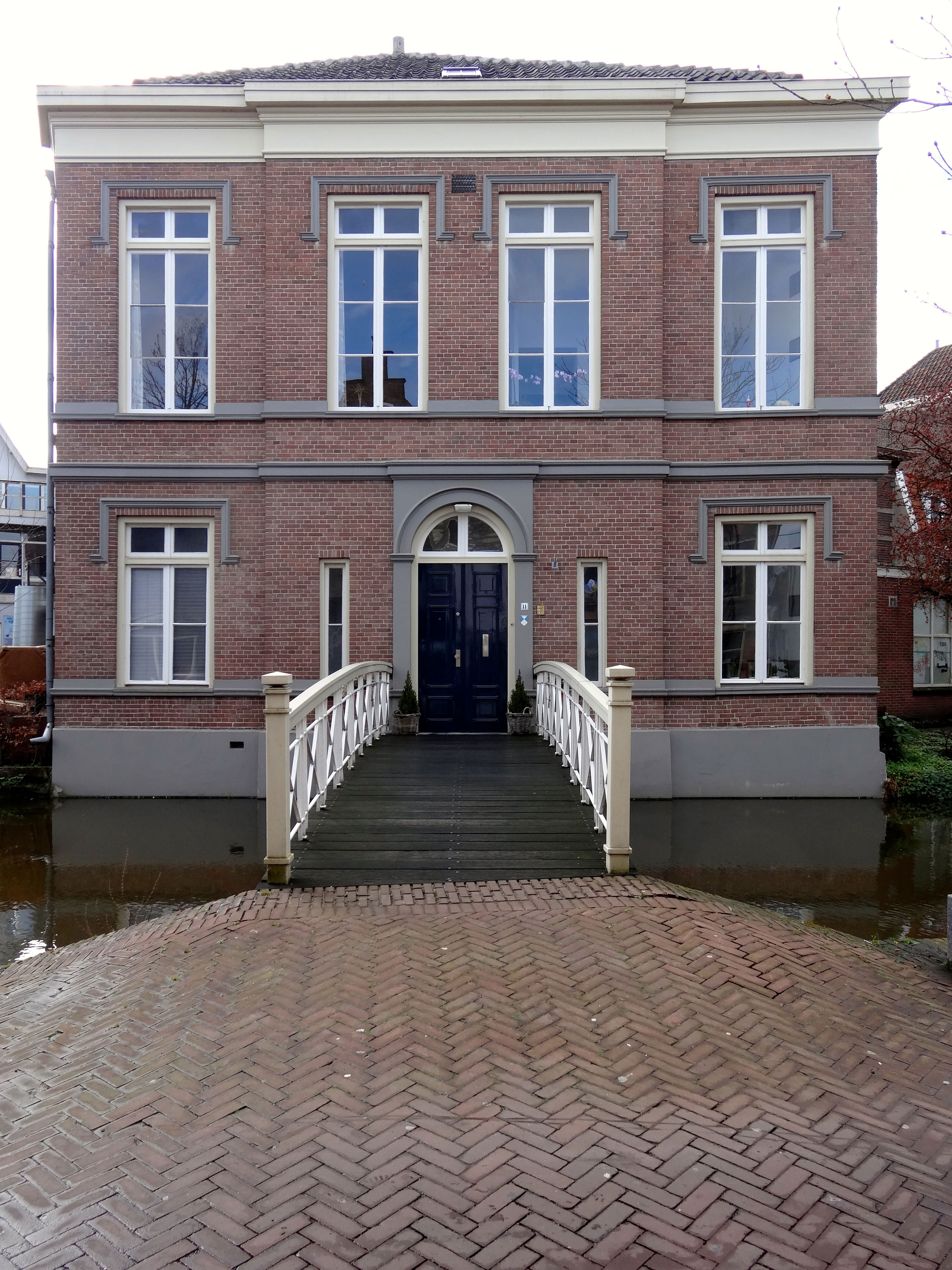
De achterzijde van het complex aan de Zeugstraat